# C/2007 X6 (SOHO)
C/2007 X6 (SOHO) – kometa jednopojawieniowa odkryta na zdjęciach SOHO przez Michała Kusiaka. Została odkryta 10 grudnia 2007 roku. Należy do grupy komet Kreutza.